# 米哈伊尔·霍多尔科夫斯基
米哈伊尔·鲍里索维奇·霍多尔科夫斯基（羅馬化：Mikhail Borisovich Khodorkovskiy；1963年6月26日—），流亡海外的俄罗斯企业家、政论作者、公众人物。
1997-2004年尤科斯石油公司总裁，2004年俄罗斯首富，当时资产估计约为150亿美元，全球排名第十六位。苏联戈尔巴乔夫经济改革时期，霍多尔科夫斯基自快速发展的“共青团经济”中获得第一笔财富积累，所创办注册的梅纳捷普银行是苏联第一批私营银行之一。苏联解体以后，霍多尔科夫斯基在俄罗斯私有化浪潮中迅速积累了大量财富，1995年，梅纳捷普收购处于严重亏损状态的原国有石油企业尤科斯，霍多尔科夫斯基成为尤科斯总裁，1999年以后，得益于国际油价飙升和管理及技术条件的改进，尤科斯成为全俄罗斯最大也最成功的公司。
2002年起俄罗斯政府启动了多项针对尤科斯的犯罪调查，2003年10月25日，霍多尔科夫斯基以“必要证人”名义被捕，但在进入拘留程序之后的十几小时之内即遭到以欺诈和逃税为罪名的起诉，普京政府随即冻结了尤科斯资产，随后当局的一系列打击措施导致了尤科斯股价的崩溃。2005年5月，霍多尔科夫斯基被判罪名成立，处九年监禁。自2004年起，尤科斯的大部分资产遭到政府没收或低价拍卖，2006年6月15日宣布破产。2007年，身陷囹圄的霍多尔科夫斯基和其商业伙伴普拉东·列别杰夫再次遭到调查，2010年12月，法庭判处霍多尔科夫斯基和列别杰夫偷窃罪名成立，二人被追加刑期至十四年，后减刑至十年十个月。
尤科斯案的判决引发了极大争议，它通常被认为是一起政治案件，特赦国际判定霍多尔科夫斯基和列别杰夫为“良心犯”，诉讼过程中俄罗斯当局对既定法律程序的无视和违犯也遭到国内外多方抨击。2011年，欧洲人权法庭判定2003-2005年尤科斯案第一次判决期间俄罗斯当局多次违反欧洲人权公约。2013年12月20日，俄罗斯总统普京宣布特赦霍多尔科夫斯基，后者在离开监狱后飞往德国柏林，现定居瑞士。2024年1月9日，俄罗斯再度通緝米哈伊尔·霍多尔科夫斯基。

## 生平

### 早年及教育经历
霍多尔科夫斯基1963年6月26日出生于莫斯科一个工程师家庭，父亲鲍里斯·莫伊斯耶维奇·霍多尔科夫斯基（出生于1933年8月3日），犹太人，母亲玛丽娜·菲利波芙娜·霍多尔科夫斯卡娅（俄语：Марина Филипповна Ходорковская，1934年9月13日- 2014年8月3日），俄罗斯族东正教徒。霍多尔科夫斯基的父母均为莫斯科一家生产精密仪器的工厂的化学工程师。
1981年从277学校毕业后，霍多尔科夫斯基进入莫斯科门捷列夫化学与科技学院化学系，读书时成绩优异，在学校担任团委副书记。苏联时代，共青团是年轻人进入行政系统的有效途径之一，1986年，霍多尔科夫斯基从门捷列夫化工学院毕业，正式进入共青团，任莫斯科伏龙芝地区共青团委副书记。
工作后，霍多尔科夫斯基还在继续他在普列汉诺夫国家经济学院的深造。1988年他从普列汉诺夫国家经济学院获得金融硕士学位。

### 商界生涯

#### 苏联时代（1986-1991）
苏联戈尔巴乔夫经济改革时期，国家对共青团给予了多种政策便利条件，由此发展出著名的“共青团经济”，霍多尔科夫斯基即是当中受益者。1987年，霍多尔科夫斯基和其他人一起，在伏龙芝区团委的主持下创立了一家青年科技创新跨学科研究中心，这是当时共青团青年科学技术创新发展计划（NTTMs）的项目之一。霍多尔科夫斯基的青年科技中心主要从事电脑的进口和销售，同时也从国外倒卖其他商品，如牛仔裤和酒精饮料，这在当时获取了高额利润。另一方面，当时的科研院所及设计单位没有权力接受第三方订单，青年科技中心因此可以在科研院所和需求客户之间担当中介，以此盈利。到九十年代初，苏联已有600多个青年科学技术创新中心，霍多尔科夫斯基获得的第一笔可观财富来自与苏联科学院高温研究所的合同，从中他赚得了16万卢布。
1988年的最后几天，霍多尔科夫斯基和他的合伙人一起注册了一家合作银行，名为“商业科技发展创新银行”（俄语：Коммерческий инновационный банк научно-технического прогресса）。1990年，银行的名字被改为“梅纳捷普（俄语：МЕНАТЕП）”（是“科学与技术发展银行联合会（俄语：Межбанковское объединение научно-технического прогресса）”或“跨领域科技项目（（俄语：Межотраслевые научно-технические программы）的简称）。同年，梅纳捷普成为苏联第一批获得中央银行颁发的营业执照的商业银行之一。梅纳捷普银行以积极的外汇兑换业务为特色，并谋求向社会出售其股份。为此上映的电视广告使得梅纳捷普银行在苏联家喻户晓，并通过出售股份从社会个人手中筹得了230万卢布。但是，后来这些购买了股份的个人并未从中获得任何形式的分红。
有传闻称梅纳捷普银行接收了苏联解体时的一批巨额公款并由此获得商业上的巨大成功，但相关人士包括霍多尔科夫斯基本人均对此予以否认。

#### 私有化时期（1991-1997）
苏联解体、叶利钦上台以后，俄罗斯经济向市场经济快速转型，政府向社会推行了大规模的私有化，将国有产业折合成股份向社会及个人出售。少数几个金融-工业集团因此控制了大量实业，这些金融-工业集团的核心是俄罗斯数家成功的商业银行，银行的真正所有人后来被称为“寡头”。
梅纳捷普在这一时期购入了大量国有企业，领域包括纺织业、食品加工业、建筑及建筑材料业、非铁矿业（主要为钛和镁）、矿物化肥制造业等。1994年底爆发的第一次车臣战争致使俄罗斯政府财政捉襟见肘，为了解决资金短缺问题，政府提出了著名的“债务换股权”计划，一大批本不在私有化计划范围内的国有资产被低价抵押给各大商业银行，后来，政府无力偿还自身债务，这部分国有资产的所有权因此被转给各商业银行。1995年秋天，梅纳捷普以3.09亿美元的价格获得了“尤科斯”石油公司78%的股权。在当时，尤科斯是俄罗斯第二大的石油公司，而这次招标过程被多方指责有舞弊嫌疑——对尤科斯资产的审计结果偏低，而开价更高、更具竞争力的参与者最终在招标开始之前被宣布不具备参与资格。1996年秋天，梅纳捷普获得了尤科斯90%的股份。

#### 能源业的复苏（1998-2002）
1998年全球金融危机爆发，俄罗斯经济遭到严重冲击，梅纳捷普银行因无力偿还大量外汇债务而被中央银行吊销执照。金融危机爆发后，西方投资者开始对在俄投资存有戒心，霍多尔科夫斯基第一个认识到了西方投资对俄罗斯经济的重要性，并由此开始着手改变九十年代私有化过程中积累下的恶名。1998年9月，霍多尔科夫斯基开始改革公司管理体制，引入西方审计体系，并大量吸收国外有经验的企业高管进入尤科斯。
1999年以后，随着国际油价的飙升，在技术和管理层面占据领先位置的尤科斯迅速增值。到2001年，尤科斯成为俄罗斯缴税最多的公司。
|                                         |         | 尤科斯 | 卢克石油 | 苏尔古特石油 | TNK    | TAT（TATneft） | 西伯利亚石油 | 俄罗斯石油 | 平均   |
| --------------------------------------- | ------- | ------ | -------- | ------------ | ------ | -------------- | ------------ | ---------- | ------ |
| 上缴税款总额（单位：百万美元）          | 2000 年 | 1 968  | 2 354    | 1 896        | 778    | 967            | 487          | 528        |        |
| 上缴税款总额（单位：百万美元）          | 2001 年 | 2 655  | 2 461    | 1 599        | 1 321  | 922            | 800          | 574        |        |
| 每生产一吨石油所缴税款（单位：美元/吨） | 2000 年 | 39,7   | 33,7     | 46,7         | 27,2   | 39,7           | 28,3         | 39,2       | 36,8   |
| 每生产一吨石油所缴税款（单位：美元/吨） | 2001 年 | 45,7   | 34,1     | 36,3         | 32,5   | 37,5           | 38,9         | 38,4       | 37,6   |
| 税额在总收入中所占比例                  | 2000 年 | 20,5 % | 16,7 %   | 28,5 %       | 15,6 % | 19,0 %         | 17,3 %       | 18,5 %     | 17,5 % |
| 税额在总收入中所占比例                  | 2001 年 | 26,5 % | 17,3 %   | 28,7 %       | 20,3 % | 20,0 %         | 19,1 %       | 20,3 %     | 21,1 % |

### 社会活动
1994年，霍多尔科夫斯基在莫斯科近郊“珊瑚”庄园遗址上开办孤儿寄宿学校“近莫斯科”（俄语：Подмосковный），学校学生中包括大量战争孤儿和恐怖袭击的儿童受害者。学校存续至今，在校生已超过三千人，学校创办之初，是他的父母主持了“珊瑚”的日常运营。
2001年，霍多尔科夫斯基在英国伦敦创立“开放俄罗斯”基金会，宗旨为“促进俄罗斯人与世界之间的更多开放、理解和进一步整合”。2002年，“开放俄罗斯”项目在俄罗斯本土启动，主要涉及教育及福利领域，内容包括设立面向教师的网络培训中心、面向记者和学者的探讨民主与改革的论坛、资助考古发掘和文化交流活动的基金会，并包括举办儿童夏令营和加强对孤儿寄宿学校的经营等。尤科斯案爆发后，“开放俄罗斯”的活动被迫中断，2014年9月20日，“开放俄罗斯”宣布重新恢复。

### 政治冲突
2003年2月19日，在全国直播的俄罗斯工业和企业家联合会议（RSPP）上，时任尤科斯总裁的霍多尔科夫斯基在会上作为代表发言，和俄罗斯总统普京爆发正面冲突。霍多尔科夫斯基提出政府官员腐败严重，并直指普京的亲信伊戈尔·谢钦在北方石油的收购案上贪污舞弊，普京对此反唇相讥，二人之间的矛盾就此激化。
“二月会议”以后，俄罗斯政府随即启动了多项针对尤科斯公司及其雇员的犯罪调查与税务审计，与双方不断增长的压力相应，也同时出现了事情背后存在政治动机
霍多尔科夫斯基与普京之间的矛盾有更复杂的多方面原因。事后普遍认为可能的导火索有以下几点：其一，尤科斯石油公司当时正在与西伯利亚石油公司讨论合并案，该合并案一旦完成，就将启动尤科斯与西方石油巨头的股权交易，由于尤科斯在能源业的地位以及能源出口在俄罗斯宏观经济中的地位，此举被认为可能威胁国家核心利益。其二，因征收石油开采税的提案，包括尤科斯在内的几大石油公司对政界官员特别是杜马议员进行了游说活动，企业对政界人士的游说在九十年代的俄罗斯被视为合法行为，但这在某种程度上导致大资本所有者实现了对杜马的控制。其三，霍多尔科夫斯基公开向反对党派提供资金支持，特别是俄罗斯共产党和“亚博卢”党。其四，当时霍多尔科夫斯基和普京在对外修建运油管线的方案上有分歧，霍多尔科夫斯基坚持修建直通中国大庆的“安大线”，而克里姆林宫的方案是将管道修到日本海附近的纳霍德卡，再通过油轮把石油送到日本和韩国。双方谈判破裂以后，霍多尔科夫斯基单方面启动了与中国方面的谈判并且进展迅速。其五，逐渐出现了有关霍多尔科夫斯基的政治野心的传闻，并且本人并不避讳这一点，另外，有观察家指出，在世纪之交俄政府财政捉襟见肘的时期，公民养老金与基本生活保障经常拖欠，而社会福利基本处于真空状态，在这种情况下，油企所占据的城镇往往成为沙漠中的绿洲，其中管理与福利体制格外发达的尤科斯在这方面也就表现得格外引人注目，尤科斯公司承担了政府所让出的维持社会福利与行政秩序的角色，成了事实上的国中之国，从而对政府形成了威胁。
但是，对所有这些判断的驳斥也同样存在，就第一点而言，尤科斯并不是唯一一家与国外资本商谈股权交易的公司，米哈伊尔·弗里德曼的TNK石油公司在2003年稍早时候将自身股份的50%卖给了英国BP公司，双方合同签署之际俄罗斯总统普京出席了仪式，而后来的多项消息来源共同证实，尤科斯与海外资本的洽谈普京也一直参与其中。其二，当时的游说活动是公开的，尤科斯并非唯一一家进行游说的公司，甚至也不是在游说过程中起主导作用的公司。其三，尤科斯方面对此回应称，当时的党派资助活动是普遍的，并非专注某两个党，尤科斯对每一个党都曾提供过资金支持，而就特定两个反对党派的资金支持来说，起初这种资助是经过克里姆林宫批准的，后来在普京表示反对以后就停止了一切资助活动。其四，安大线石油管道2010年建成，2011年已经投入使用。其五，普京曾就此称“霍多尔科夫斯基并未从事任何政治活动”。
有一种观点认为尤科斯案的爆发与斯坦尼斯拉夫·别尔科夫斯基的一份研究报告密切相关，该报告称寡头正在秘密筹划一场政变，目标是推翻普京并建立议会制共和国。有部分人认为这份报告被有心人利用，最终导致了尤科斯案的爆发。

## 尤科斯案

### 被捕
2003年5月，尤科斯石油公司安全部门负责人阿列克谢·皮楚金以谋杀罪名被捕，7月2日，尤科斯股东普拉东·列别杰夫被检方从医院病房中带走，理由是认为他与1994年国有化肥公司Apatit的非法占有股份案件有关。10月25日凌晨，霍多尔科夫斯基在新西伯利亚机场被捕，随即被以欺诈和逃税罪名起诉，转至莫斯科水兵寂静看守所进入拘留程序，尤科斯案正式爆发。

### 第一次起诉
尤科斯案的第一次起诉包括了如下罪名：盗窃他人财产、故意破坏造成他人财产损失、欺诈、逃税、伪造身份、大规模有组织挪用他人财产。俄罗斯审计部门对尤科斯的缴税情况进行了重新审核，得到了巨额逃税的结论，而据尤科斯方面称，其审计得出的逃税数额已经超过了公司总收入。法院认定霍多尔科夫斯基于1994年利用虚假的空壳公司占有其他公司股份，然后以较低价格重复卖出，以此获得有组织的团体利润。霍多尔科夫斯基案与列别杰夫的起诉罪名完全一致，2004年4月两案宣布合并，至2005年5月，尤科斯案的被告名单已长达三十多人。当局冻结了尤科斯公司的所有资产，除税款与员工工资外不允许其他支出，尤科斯不得不一再裁减工作人员，一段时间后，也中止了石油出口业务，这最终导致了全俄最大公司的土崩瓦解。
2005年5月，法庭裁定霍多尔科夫斯基与列别杰夫欺诈、贪污、逃税等罪名成立，处九年监禁，9月22日的复核中刑期被减至八年。
尤科斯公司2006年宣布破产，其主要资产在程序可疑的情况下被转让给国有俄罗斯石油，伊戈尔·谢钦长期担任该公司总裁至今。

### 其他相关案件
尤科斯安全部门负责人阿列克谢·皮楚金被判处20年有期徒刑，2007年8月6日，最高法院推翻原判，判定皮楚金谋杀罪名成立，处终生监禁，2008年，控方证人称调查期间受到来自检察院的压力，2013年11月，欧洲人权法庭裁定皮楚金案程序不合法，要求重审，该裁定被俄高院宣称不遵守。
尤科斯法务部门职员斯维特兰娜·巴赫金娜被检方要求指认其上司德米特里·格洛洛波夫，遭到拒绝后巴赫金娜被起诉，2004年12月7日被捕，罪名是七年前由她组织的一次财产转移行为伤害了股东利益。尽管检方证词中所指向的公司代表始终否认这笔损失的存在，巴赫金娜仍于2006年4月以偷窃罪名被判处七年监禁。
法务部门前负责人瓦西里·阿列克萨尼扬2006年4月6日被捕，罪名是涉嫌挪用公款和洗钱。2006年9月15日被检出HIV阳性，2007年10月确诊艾滋病。狱方以医疗及药物为要挟要求其作出对列别杰夫和霍多尔科夫斯基不利的证词，遭到阿列克萨尼扬多次拒绝。2008年12月，欧洲人权法庭通过了对此事的决议，判定俄当局对患者健康恶化负有主要责任，2009年1月，在缴纳了五千万卢布保证金后阿列克萨尼扬终于获得假释，其时已经完全失去视力，同时併發了肝癌与肺结核症，2011年10月3日医治无效去世。
根据不完全统计，尤科斯相关案件总数超过二百起，涉案人员无法计数，事件爆发后，大批尤科斯雇员迫于压力逃往国外。

### 第二次起诉
2007年2月，俄检方再次启动针对霍多尔科夫斯基的犯罪调查，其时霍多尔科夫斯基因服刑期过半刚刚获得了申请假释条件。2009年3月，第二次起诉开始，检方称霍多尔科夫斯基“偷窃了三亿五千万吨石油，这几乎相当于1999-2003年之间尤科斯的生产总量。俄罗斯媒体随即指出，在第一次起诉的基础上，第二次起诉所使用的罪名是不可能实现的，两次起诉无法并存，因为没有可能对这批被偷窃的石油课税。霍多尔科夫斯基在庭审中将此指控斥为“荒谬”，尤科斯方面辩护律师称，“检方本身的立场也是自相矛盾的……霍多尔科夫斯基正在因偷税罪名服刑，如果检方提出他偷盗了自己公司所生产的所有石油，那么他第一次被投进监狱是为什么？因为不存在的征税对象？”
在法庭判决宣布前几天，俄罗斯总理普京对霍多尔科夫斯基案件发表公开评论称“小偷就应当呆在监狱里”，该评论随即引发总统梅德韦杰夫的批评。2010年12月27日，法庭不顾检方将盗窃石油总额减至两亿八千一百万吨的要求，宣布盗窃三亿五千万吨石油罪名成立，追加刑期至14年。判决宣布后不久，特赦国际宣布认定霍多尔科夫斯基和列别杰夫为“良心犯”，发表声明称“无论针对霍多尔科夫斯基和列别杰夫的第一次判决是对是错，针对他们的第二次判决有严重缺陷和强烈政治动机是毫无疑问的。”
第二次判决在俄罗斯国内引发巨大争议。2011年2月14日，法庭新闻发言人、尤科斯案二审主审法官助理娜塔莉亚·瓦西里耶娃向媒体承认法庭判决书并非出自法庭法官们之手，并称判决前法庭受到巨大压力。2011年4月，俄高院驳回上诉称维持原判。2011年12月，由总统梅德韦杰夫组织的专家委员会公布其对尤科斯案二审的审核结果，称被告应当立即无罪释放，但法庭拒绝考虑该报告称无法律效力。2012年下半年起，专家委员会所有成员均遭到俄检方的犯罪调查，2013年5月，专家委员会成员，莫斯科新经济学院院长谢尔盖·古里耶夫因被检方以犯罪起诉相威胁而流亡法国，检察院方面期望他作出对霍多尔科夫斯基不利的证词，以方便检方针对霍多尔科夫斯基提出第三次起诉。

### 特赦
2013年12月20日，俄罗斯总统普京宣布特赦霍多尔科夫斯基，后者在离开监狱后飞往德国柏林，现定居瑞士。

### 其他
2015年1月9日，霍多尔科夫斯基就巴黎袭击事件发表言论，引起穆斯林人口聚集的俄车臣共和国的强烈抗议，车臣议长9日要求与霍氏进行电视辩论，车臣共和国总统拉姆赞·卡德罗夫则宣布霍氏是“敌人”。巴黎袭击事件已造成多人伤亡并持续发酵，车臣共和国总统拉姆赞·卡德罗夫指责说：“在法国当局正采取紧急措施防止事态恶化的情况下，霍多尔科夫斯基竟然挑唆媒体继续印刷和散发《查理周刊》讽刺伊斯兰先知的漫画”，他担忧这类举动会导致冲突加剧，“霍多尔科夫斯基宣布自己是全球穆斯林的敌人，因此他也是我本人的敌人”。车臣共和国议长阿卜杜拉赫曼诺夫9日声明称，他向霍多尔科夫斯基提出挑战，希望与霍氏到任何电视频道进行对质和辩论，他嘲讽霍氏“一定是早上忘了洗脸或是酒喝多了，否则不会打算与超过15亿人的穆斯林为敌”。